# テューラ・ア・ダンマーク (1853-1933)
テューラ・ア・ダンマーク（デンマーク語: Thyra af Danmark, 1853年9月29日 - 1933年2月26日）は、デンマークの王族、デンマーク王女（Prinsesse af Danmark）。ハノーファー元王太子エルンスト・アウグスト（2世）の妻。ドイツ語名はティーラ・フォン・デーネマルク（Thyra von Dänemark）、英語名はタイラ・オブ・デンマーク（Thyra of Denmark）。

## 生涯
グリュックスブルク公子クリスティアン（後のデンマーク王クリスチャン9世）とその妻のヘッセン＝カッセル＝ルンペンハイム方伯女ルイーゼ（ヴィルヘルムの三女）の間の三女（第5子）としてコペンハーゲンの黄宮殿で生まれた。

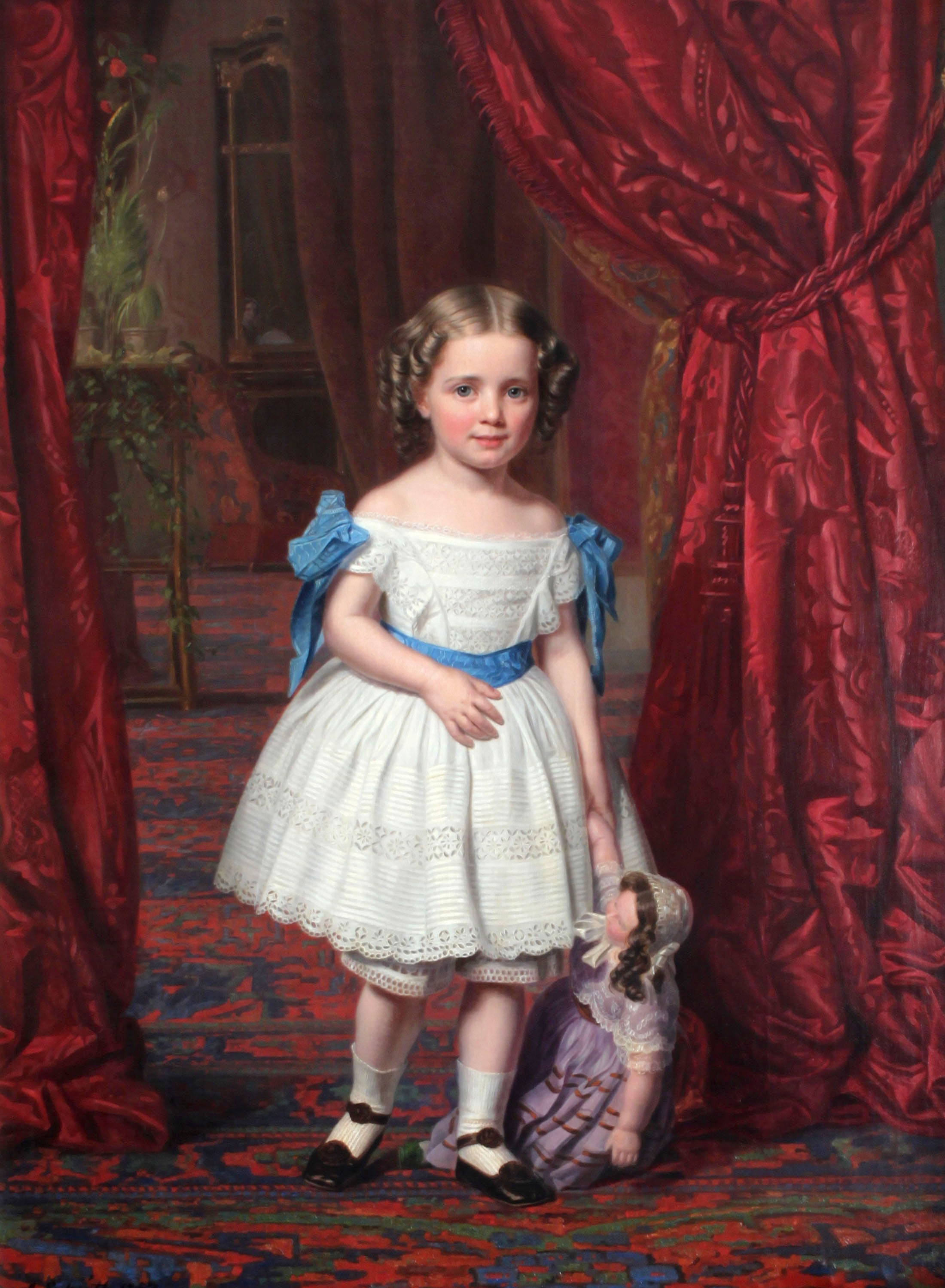
1857年、テューラ

デンマーク王フレゼリク8世、ギリシャ王ゲオルギオス1世、イギリス王妃アレクサンドラ、ロシア皇后マリヤ・フョードロヴナの妹である。美貌を謳われた姉たちと同様、テューラも黒髪に暗めの碧眼を持つ魅力的な王女で、優しい性格でもあった。
テューラは若い頃、騎兵隊中尉のヴィルヘルム・マーシェル（Vilhelm Marcher）と恋に落ち、結果としてマーシェルの子供を身ごもった。次兄のゲオルギオス1世は、スキャンダルの発覚を避けるべく、妹に出産はアテネでするように勧めた。宮廷はデンマークの新聞に対し、テューラは黄疸の治療のために公の場から姿を隠していると説明した。
テューラは1871年11月8日にグリュックスブルク城において、マリアという女児を出産した。この娘はオーデンセのとある夫婦の養女にされ、名前もカーテ（Kate）と改めさせられた。なお、カーテの父親であるマーシェルは、国王に謁見した直後の1872年1月4日に自殺している。
1878年12月21日、テューラはコペンハーゲンでハノーファー元王太子のエルンスト・アウグストと結婚した。夫は1866年の普墺戦争に際してプロイセンに併合されたハノーファー王国の王位継承者で、滅亡後も名目的に王太子の称号で呼ばれていた。またエルンスト・アウグストはイギリス王子およびカンバーランド＝テヴィオットデイル公爵の爵位をも保持していた。王太子夫妻はオーストリアのグムンデンにあるクンバーラント城で暮らし、間に3男3女を授かった。

## 子女

三女のオルガを抱くティーラ（ラウリッツ・トゥグセン画、1885年）

- マリア・ルイーゼ・ヴィクトリア・カロリーネ・アメリア・アレクサンドラ・アウグステ・フリーデリケ（1879年 - 1948年） - バーデン大公子マクシミリアン妃
- ゲオルク・ヴィルヘルム・クリスティアン・アルベルト・エトヴァルト・アレクサンダー・フリードリヒ・ヴァルデマール・エルンスト・アドルフ（1880年 - 1912年）
- アレクサンドラ・ルイーゼ・マリー・オルガ・エリーザベト・テレーゼ・ヴェラ（1882年 - 1962年） - メクレンブルク＝シュヴェリーン大公フリードリヒ・フランツ4世妃
- オルガ・アーデルハイト・ルイーゼ・マリー・アレクサンドリーネ・アグネス（英語版）（1884年 - 1958年）
- クリスティアン・フリードリヒ・ヴィルヘルム・ゲオルク・ペーター・ヴァルデマール（1885年 - 1901年）
- エルンスト・アウグスト・クリスティアン・ゲオルク（1887年 - 1953年） - ブラウンシュヴァイク公